# Symonowicz-Palast

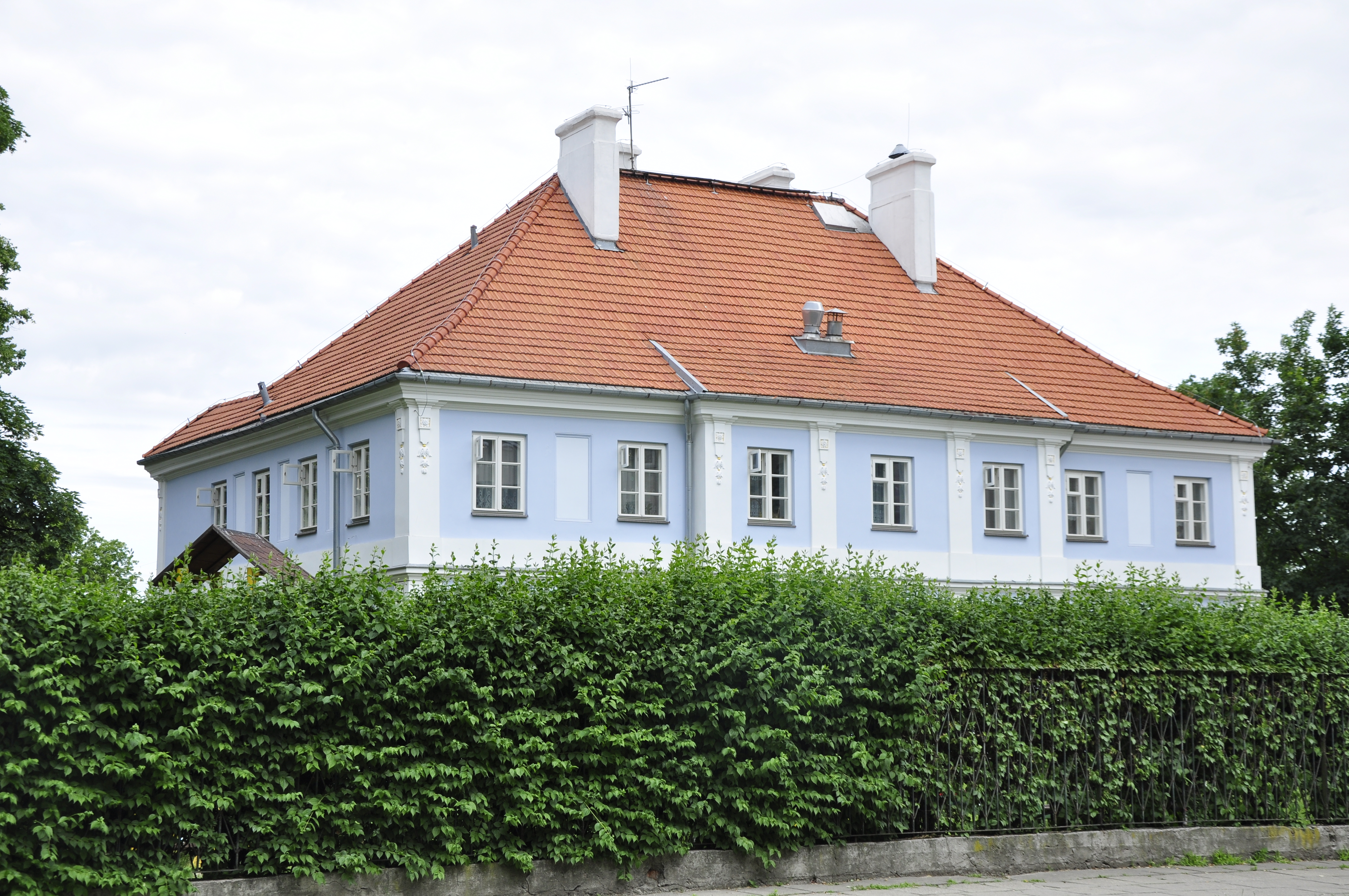
Die nach Westen gerichtete Gartenseite des frisch sanierten Palastes

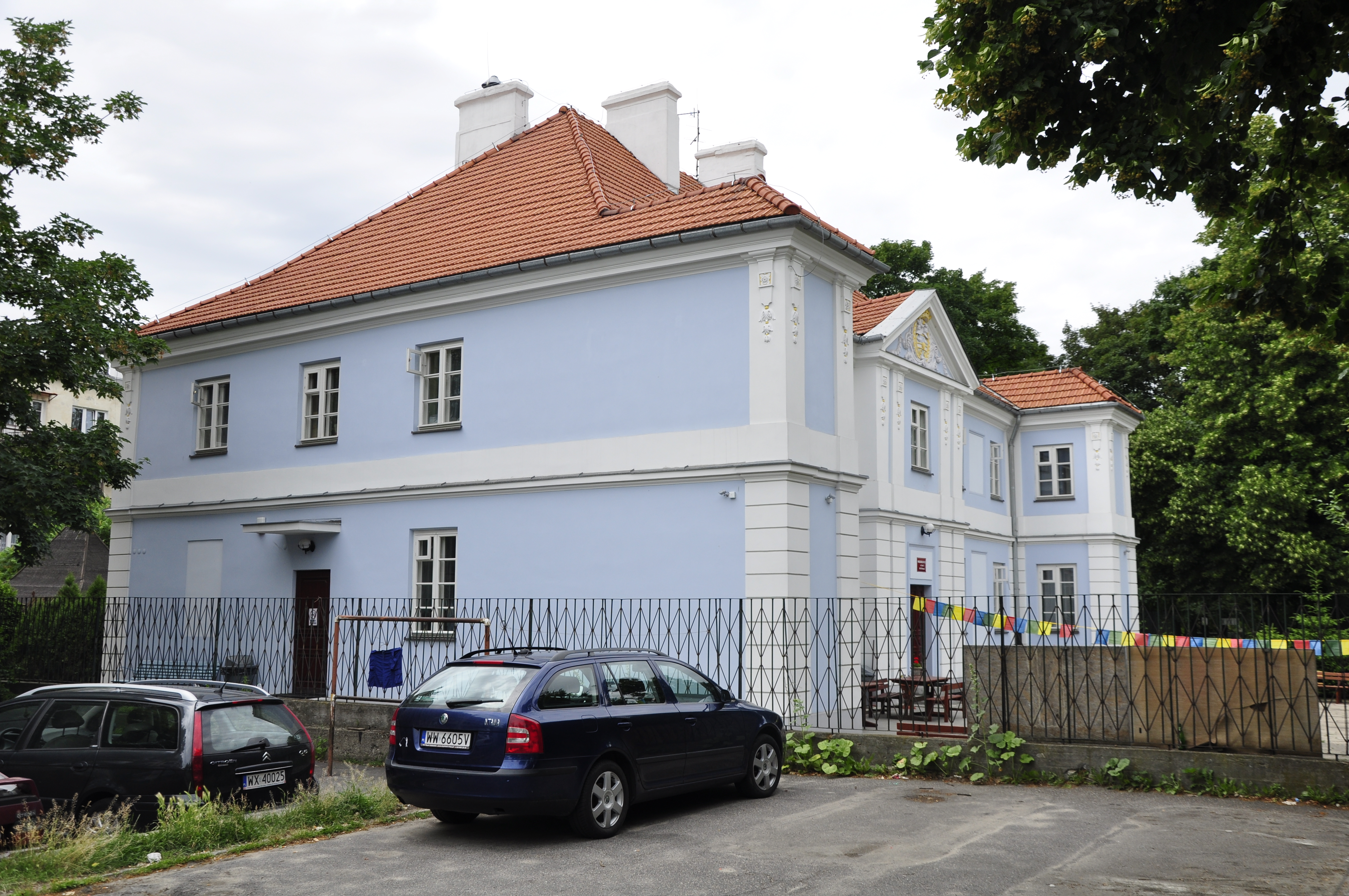
Blick von Süden auf den Innenhof des heutigen Kindergartens

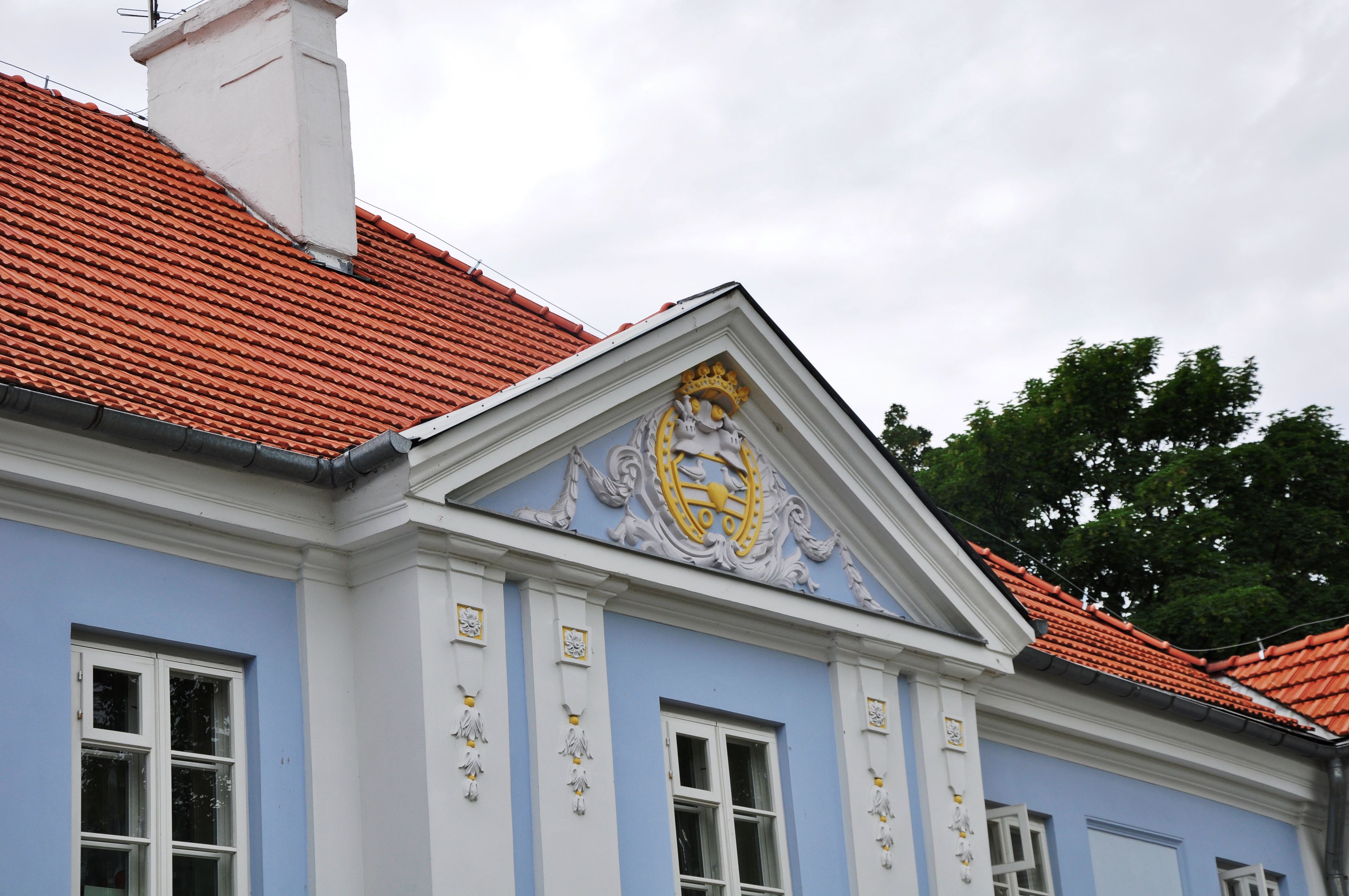
Die Wappenkartusche im Giebeldreieck

Der Symonowicz-Palast in Warschau ist eine barocke Residenz im Stadtteil Powiśle. Der unter Denkmalschutz stehende Palast entstand Mitte des 18. Jahrhunderts, spielte eine strategische Rolle während des Zweiten Weltkriegs und wird heute als Kindergarten genutzt. Das Gebäude ist saniert und hat die Adresse Ulica Solec 37. Es liegt etwa 80 Meter westwärts der Weichsel und wird von ihr durch die hier sechsspurige Weichselufer-Schnellstraße getrennt.

## Geschichte
Baudatum, Bauherr und Architekt des Palastes sind unbekannt. Auf dem Stadtplan Warschaus des französischen Ingenieurs Pierre Ricaud de Tirregaille aus dem Jahr 1762 ist der Palast verzeichnet. Im Warschauer Amtsregister des Jahres 1770 wird ein Simon de Symonowicz als Eigentümer des Anwesens genannt. Symonowicz gehörte zu einer aus Armenien stammenden Familie. Er war Besitzer von Gütern in der Gegend von Sandomierz und Weinhändler; er wurde 1768 geadelt. Nach Symonowicz wurde Józef Niedziałkowski, der Starost von Długołęka, Eigentümer des Palastes; er verkaufte ihn 1788 – vermutlich an die Familie Lazarowicz. Zu dem Zeitpunkt bestand das Anwesen neben der Residenz aus einem Speicher, Stallungen, Remisen, Nebengebäuden und einer Brauerei. In Folge wechselten die Besitzer, der Palast begann im 19. Jahrhundert zu verfallen.

### Zweiter Weltkrieg
Während des Warschauer Aufstandes im September 1944 stand der Palast im Zentrum erbitterter Kämpfe zwischen deutschen Truppen und der Polnischen Heimatarmee sowie der Polnischen Volksarmee. Die hier eingesetzten AK-Abteilungen des 9. Infanterieregiments unter Oberstleutnant „Radoslaw“ (Pseudonym) und die in der Nacht vom 15. zum 16. September von der ostwärtigen Weichselseite übergesetzten und am Czerniaków-Hafen angelandeten Einheiten des Sturmbataillons „Czwartaki“ (1. Bataillon des 9. Regiments der polnischen 3. Infanteriedivision) konnten hier einen gemeinsam gebildeten Brückenkopf bis zum 22. September halten. Der zentral gelegene Palast diente als Lazarett. Nach dem Krieg war er stark beschädigt.
Im Jahr 1951 wurde das Gebäude für die Stadtbezirksbibliothek saniert. Derzeit befindet sich hier der Kindergarten (Przedszkole) Nr. 122. Das Objekt wurde im Jahr 2010 aufwändig restauriert. Eine Informationstafel am Gebäude verweist auf die Legende „Anusia von Powiśle“, nach der Stanislaus II. August Poniatowski vor seiner Krönung regelmäßiger Gast in dem damals als Pension fungierenden Gebäude war, um hier die schöne Anusia zu treffen.

## Architektur
Der zweigeschossige Palast steht auf einem rechteckigen Grundriss. Die der Weichsel (also dem Osten) zugewandte Vorderfront ist mit einem Mittelrisalit versehen. Dessen Giebeldreieck trägt eine Wappenkartusche. Unter einer fünfzackigen Krone befindet sich im Oval ein mit zwei Ritterhelmen gekröntes Wappen, in dem oben zwei Tauben, unten zwei Ringe sowie mittig einem auf zwei waagerecht verlaufenden Linien befindliches Herz erkennbar sind. An der Vorderfront befinden sich ebenfalls zwei schmale, begehbare Eckrisalite, die – fast schon Seitenflügel – rund zwei Meter herausragen und mit einem eigenen Dach versehen sind. Die Fassade ist spätbarock dekoriert, die Eckrisalite zeigen Anklänge an die Renaissance. Zur westwärtigen Gartenseite gibt es einen Mittelrisalit ohne Giebeldreieck.